# Hugo Boss
Hugo Boss AG je německý výrobce pánské i dámské módy a parfémů.

## Historie
Společnost založil v roce 1924 v Metzingenu Hugo Ferdinand Boss. Kvůli nepříznivé finanční situaci v Německu se firma v roce 1930 dostala do bankrotu. Před druhou světovou válkou a v jejím průběhu firma vyráběla uniformy pro příslušníky SA a HJ (hitlerjugend) a později také pro vojáky a důstojníky Wehrmachtu, stejně tak pro ostatní státní složky včetně SS. Sám Hugo Boss byl členem nacistické strany. Po skončení druhé světové války musel Hugo Boss zaplatit vysokou pokutu. Roku 1948 zemřel, firma se však udržela na trhu a specializuje se na výrobu pánských oděvů. Díky novým stylům v pánském odvětví módy získává značka značný věhlas. Hugo Boss se stává synonymem pro pečlivé a kvalitní zpracování materiálů a celkovou eleganci.

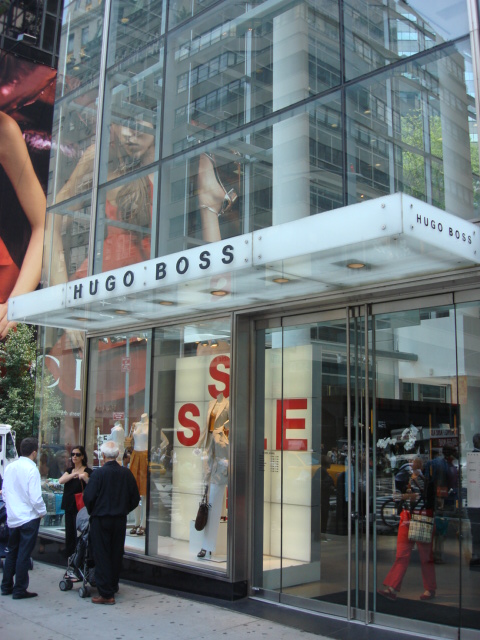
Obchod Hugo Boss na 5th Avenue v New Yorku

## Současnost
Výrobky Hugo Boss jsou k dostání na nejméně 7 800 (2023) prodejních míst ve více než 130 zemích světa, z toho cca 1400 připadá na vlastní provozované obchody. V roce 1985 společnost vstoupila na burzu, přičemž je součástí akciového indexu MDAX obchodovaného na fankfurtské burze. V roce 1991 textilní skupina Marzotto získala za 165 milionů dolarů 77,5% akcií.[zdroj?] V roce 2023 rodina Marzotto držela 15 % akcií, podíl volně obchodovaných akcií činil 83 %, zbývající 2 % připadala na akcie, které sama společnost získala v rámci zpětného odkupu v letech 2004–2007. 
Celková produkční kapacita společnosti je zajištěna pěti vlastními výrobními závody (cca 17 %), které se všechny nacházejí v Evropě, a dále externími dodavateli (83 %) z Evropy i Asie.

## Značky
Firma nabízí své produkty pod dvěma obchodními značkami (HUGO a BOSS), které se vyznačují srovnatelnou kvalitou, avšak jsou určeny pro odlišné cílové skupiny:
Produkty BOSS se rozdělují do čtyř řad:
- Boss Black – široké spektrum elegantního pánského i dámského oblečení včetně doplňků pro příležitosti jako jsou obchodní jednání nebo formální společenské události
- Boss Camel – pánské exkluzivní a designové výrobky
- Boss Orange – móda pro volný čas
- Boss Green – pánské ležérní a sportovní oblečení, zejména pro golf

Produkty HUGO se rozdělují do dvou řad:
- Hugo red – představuje progresivní trendovou řadu určenou pro mladé
- Hugo blue – oblečení z denimu